# 郑雍
郑雍（1031年—1098年），字公肃。北宋襄邑（今河南省睢县）人。宋哲宗时尚书右丞、尚书左丞。
宋仁宗嘉祐二年（1057年），郑雍中进士甲科，调任兖州推官。历任秘阁校理、知太常礼院。宋英宗驾崩时，论宗室不当嫁娶，相忤坐事通判峡州，知池州。回朝担任知太常礼院，开封府推官、判官。王安石变法时，他静默自守。宋神宗元丰年间，为嘉王、岐王府记室参军。宋哲宗即位，擢升为起居郎、中书舍人，出使辽国归来，担任左谏议大夫、御史中丞。元祐六年（1091年），郑雍与殿中侍御史杨畏弹劾刘挚擅权。又列举王岩叟、朱光庭等三十人都是刘挚一党。于是刘挚、王岩叟等被罢官。元祐七年（1092年），担任尚书右丞，进尚书左丞。绍圣二年（1094年）出知陈州、北京留守。他想要依附讨好章惇，但还是作为元祐党人，夺职知成都府。元符元年（1098年）郑雍卒。

## 延伸阅读
[在维基数据编辑]
 《宋史·卷342》，出自脱脱《宋史》